# Кежа, Мария Владимировна
Мария Владимировна Кежа (род. 3 февраля 1973, Рязань) — советская и российская фотомодель, дизайнер, Мисс CCCP 1990.

## Биография
Мария Кежа (англ. Maria Kezha, fr. Maria Kejа) род. 3 февраля 1973 года, в Рязани. Её родители — радиоинженеры, отец — белорус, мать Валентина Павловна — русская. Семья переезжает в БССР когда Марии исполняется пять лет. В юности она увлекается балетом и творчеством. Мария заканчивает Витебскую Детскую художественную школу. Принимает участие в международных выставках живописи и рисунка.

## Конкурсы красоты
В 1987-1989 параллельно с учёбой Мария работает моделью при Витебской экспериментальной лаборатории одежды, принимая участие в показах коллекций одежды. В 1989 году Мария завоёвывает титул Мисс-Витебск. В 1989 она принимает участие на Белорусском национальном конкурсе в Минске и завоёвывает первое место, «Панна Белая Русь» (Мисс Беларусь). В 1990 году Мария принимает участие на всесоюзном конкурсе красоты, представляя республику Беларусь, и завоёвывает титул Мисс СССР 1990.По правилам конкурса Мисс Вселенная, право на участие получают девушки, которым до 1 февраля текущего года исполняется 18 лет. Мария не может представлять СССР на конкурсе Мисс Вселенная 1991 года и на её место посылается первая вице-Мисс, Юлия Лемигова.

## Карьера
С июня 1990 года по июнь 1991 года Мария участвует в многочисленных поездках и благотворительных акция, представляя Советский Союз. В связи с реформами происходящими в СССР, интерес к представительнице красоты, Марие Кежа очень высок. В ходе этих поездок она знакомится с Дональдом Трампом и его женой Иваной Tрамп, участвует в шоу Билла Косби и Дэвида Леттермана, приглашается на многочисленные программы новостей, и в итоге получает предложение на подписание пятилетнего контракта работы моделью в Соединённых Штатах Америки. Намеченный на июнь 1991 года всесоюзный конкурс красоты отменён в связи с начавшимся распадом Советского Союза. 10 июня 1991 года официально заканчивает действие контракт, подписанный с организаторами конкурса Мисс СССР. Мария уезжает в Германию, где выходит замуж за немецкого журналиста Ральфа Янзена, отказываясь тем самым на подписание контракта в Соединённых Штатах. В конце 1992 года Мария возвращается в Москву объявляя о своём прошении о разводе. В Москве она находит особое внимание и участие со стороны Татьяны Кольцовой, возглавляющей агентство Red Stars. Мария начинает работать фото-моделью и делает серию фотографий с Владом Локтевым. В конце 1992 года она снимается для рекламы Wella. В начале 1993 года получает предложение на заключение модельного контракта в Париже, и переезжает во Францию. В 1994 году автомобильная авария прерывает её модельную карьеру. С 1995 по 2000 год Мария работает дизайнером в одной из старейших французский компаний Lancel. С 2000 по 2005 год Мария становится Главным дизайнером женских сумок и аксессуаров компании. В 2005 году Мария оставляет компанию и уходит во фриланс. В 2006—2007 году она подписывает контракт на создание аксессуаров Haute couture для Christian Lacroix. В связи с уходом Кристиана Лакруа, Мария покидает дом моды и в 2008 году создаёт свою собственную компанию сумок и аксессуаров Masha Keja, где работает артистическим директором. В апреле 2016 года компания Masha Keja открывает свой первый бутик в районе Марэ, в Париже.

## Личная жизнь
Была разведена дважды. Состоит в браке. Имеет одного сына.